# گمینا ووبز
گمینا ووبز (به لهستانی:  Gmina Łobez) یک گمینا در لهستان است که در شهرستان ووبز واقع شده‌است. گمینا ووبز ۲۲۸ کیلومتر مربع مساحت و ۱۴٬۳۴۵ نفر جمعیت دارد.